# Otto Schultz (Medailleur)
Hermann Otto Schultz (Schulz) (* 16. Dezember 1848 in Berlin; † 13. August 1911 ebenda) war ein deutscher Medailleur und Münzeisenschneider.

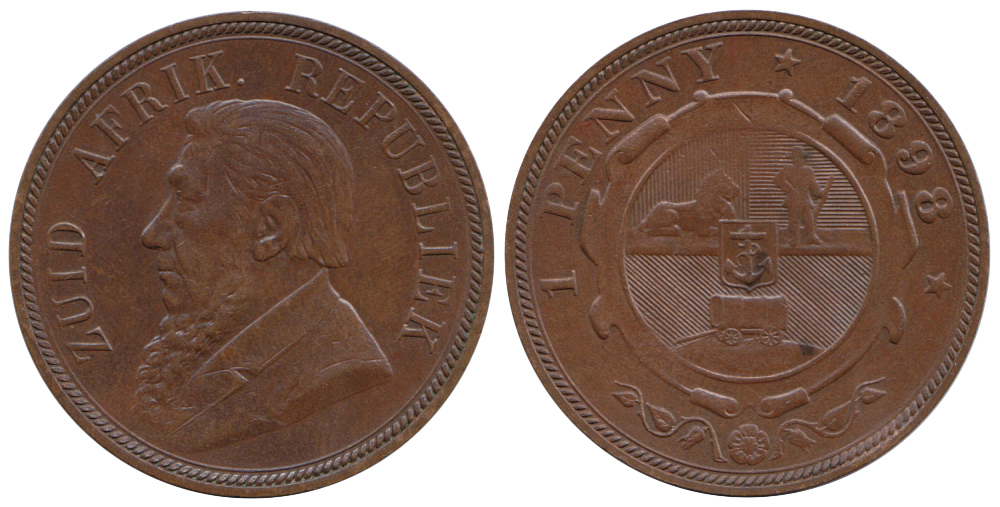
Penny der Südafrikanische Republik (Transvaal), von Otto Schultz

## Leben
Der Vater Friedrich Hermann war Lokomotivführer. Der junge Hermann Otto lernte bei Albert Wolff und Julius Moser, studierte drei Jahre an der Königlichen Akademie in Berlin und war danach sieben Jahre bei Friedrich Wilhelm Kullrich tätig. Später arbeitete er in London, Paris, Bonn und Wien. 1882 machte er sich in Berlin selbstständig und war u. a. für die Berliner Medaillen-Münze tätig. 1889 wurde er Zweiter Medailleur an der Königlichen Münze Berlin, wo er 1902 zum Ersten Medailleur aufstieg.

## Werke (Auswahl)
- 1895: Medaille auf die Eröffnung des Nord-Ostsee-Kanals[2]